# Ján Mészároš
Ján Mészároš (* 12. ledna 1964) je bývalý slovenský fotbalista.

## Fotbalová kariéra
V československé lize hrál za Plastiku Nitra. V československé lize nastoupil v 10 utkáních.

## Ligová bilance
| Ročník                                   | Zápasy | Góly | Klub           |
| ---------------------------------------- | ------ | ---- | -------------- |
| 1. československá fotbalová liga 1982/83 | 10     | 0    | Plastika Nitra |
| LIGA CELKEM                              | 10     | 0    |                |